# Верба плакуча
Верба́ плакуча (вавилонська верба, пекінська верба; китайська: 垂柳) лат. Salix babylonica — вид листяних дерев роду верба, що ростуть до 20-25 м заввишки.

## Походження

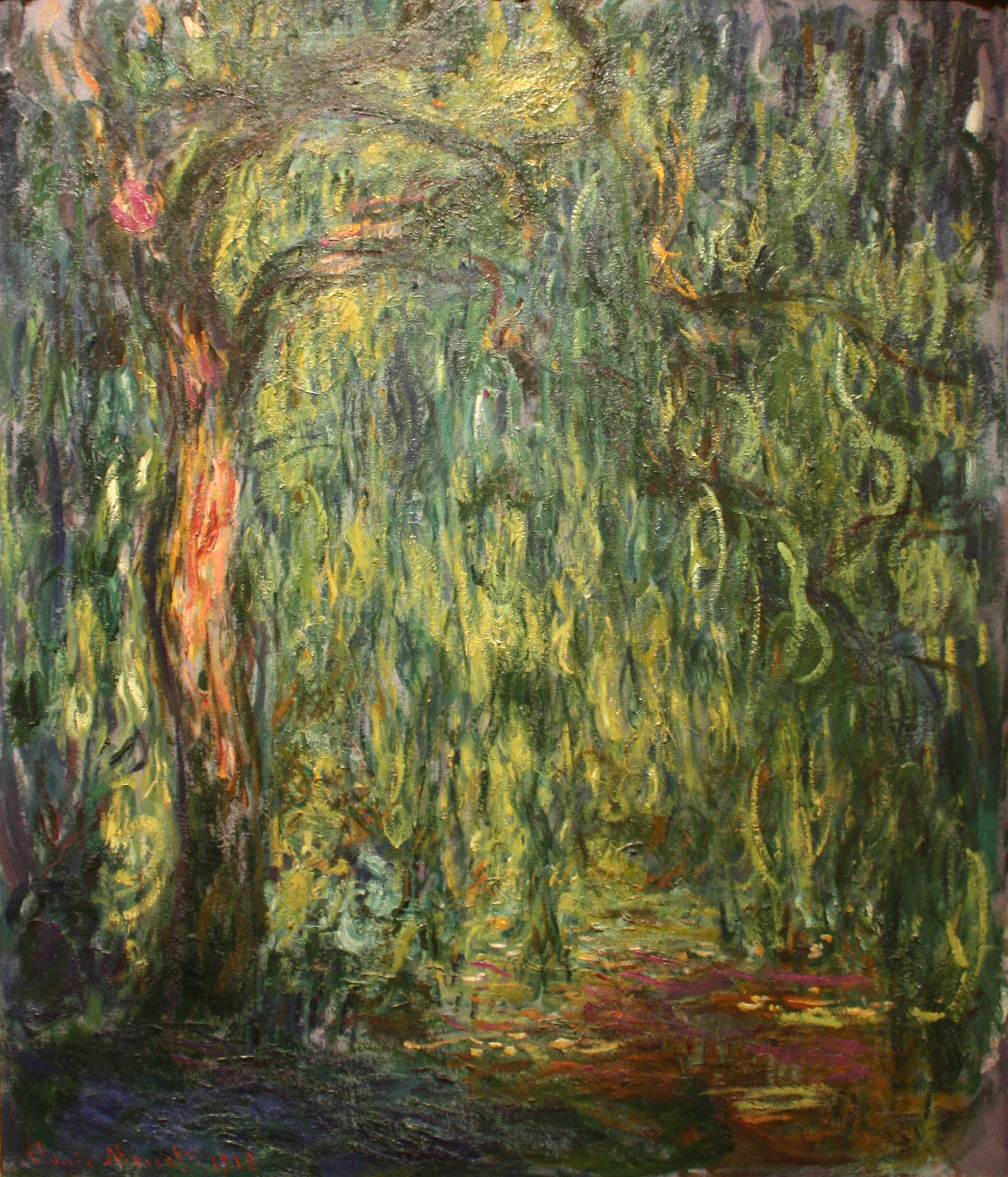
Плакуча верба, картина Клода Моне (1918).

Цей вид верби природно зростає в сухих районах Північного Китаю, проте тисячоліттями також культивується по всій Азії, нею торгували уздовж Шовкового Шляху до південно-західної Азії та Європи.
Хоча прикметник «вавилонська» (babylonica) в назві виду і вказує на походження рослини з Вавилону, проте рослина походить з Китаю. Вона потрапила в 1700 роках в Західну Азію з Китаю. Одна гілочка, вплетена в кошик з винними ягодами, була надіслана з Азії в Європу. Кошик викинули, а з гілки виросла перша плакуча верба в Європі. Salix babylonica був описаний і названий по-науковому Карлом Ліннеєм в 1736 році. Прикметник «вавилонська» в назві утворився від нерозуміння Ліннея.

## Опис
Дерево висотою 10–12 (18) м, з великою (діаметром до 8–10 м), красивою, плакучою кроною, з довгими (до 5–6 м), тонкими, повислими до землі, гнучкими, жовтувато-зеленими, голими, блискучими гілками. Особливо довгі, плакучі гілки мають жіночі екземпляри дерева. Бруньки маленькі, дуже гострі, буро-зелені. Листя вузько ланцетні, з верхівкою, витягнутої в довге вістря, до основи звужені, довжиною 9 16 см і шириною 1–2,5 см, по краях дрібно-пилчасті. Молоде листя яскраво-зелене, пізніше зверху зелені, слабо блискучі, знизу сизі. Прилистки гострі, від ланцетних до шилоподібних, пилчасті.
Росте швидко, в Південному Криму (Нікітський ботанічний сад) в 10 років досягла висоти 12 м при діаметрах крони 10,5 X12 м та діаметром стовбура 40 см. Добре росте на будь-якому не надто сухому ґрунті, задовільно і на вапняно-глиняному ґрунті, але найкраще розвивається: на глибокому наносному (алювіальній), достатньо вологому (але не на заболоченому) ґрунті.

## Застосування
Вавилонська верба краса новітніх з дерев плакучої форми, служить одним з найкращих прикрас навіть в парках Крайнього Півдня, багатих ефектною субтропічною рослинністю. Найкраще використовувати її у вигляді солітерів і невеликими групами (по 2-3 екземпляри) на березі водоймищ або на великій галявині. При саджанні необхідно враховувати ламкість гілок при сильних вітрах і вибирати більш захищене місце.

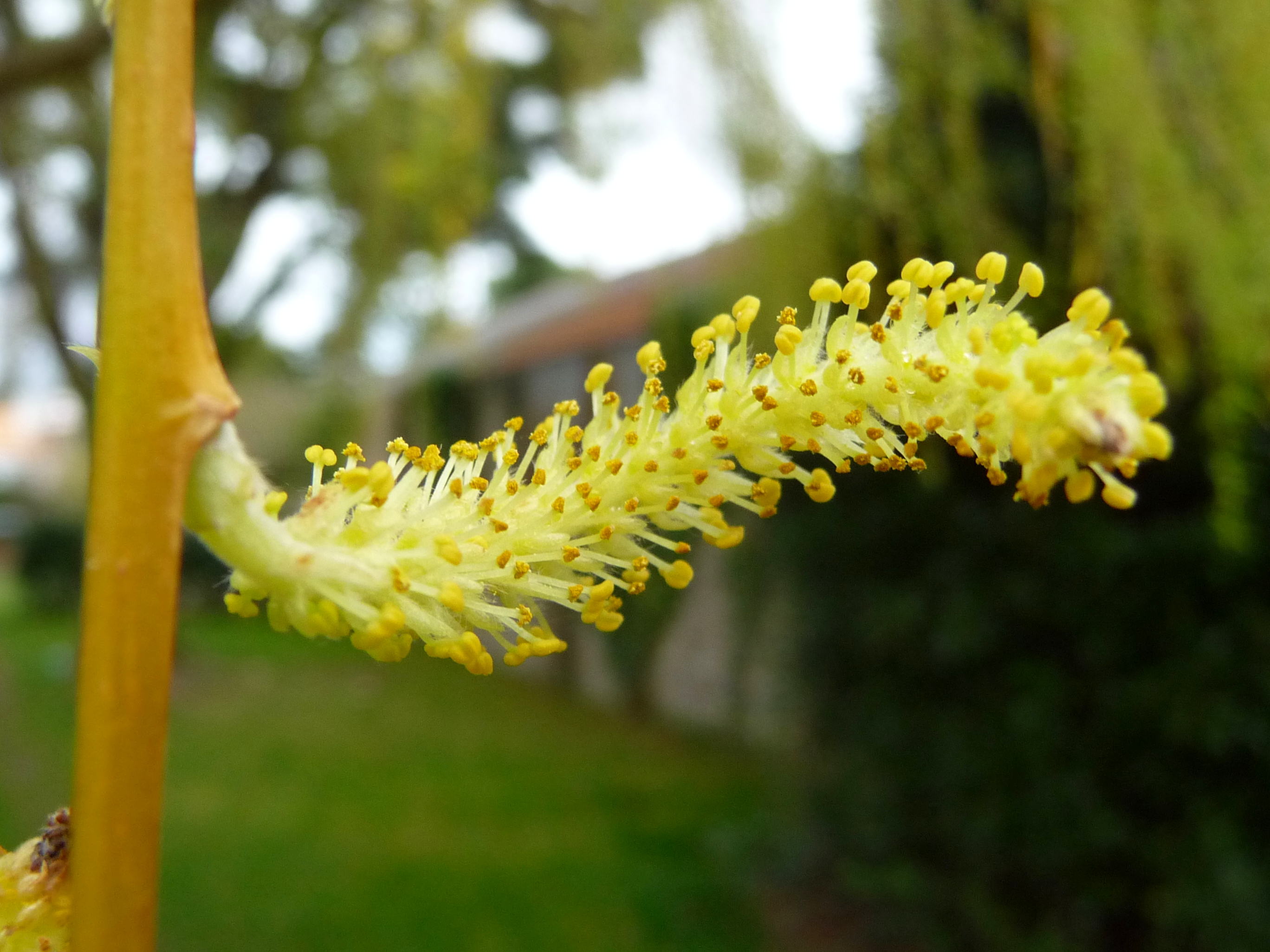
Чоловічі квітки в Salix babylonica
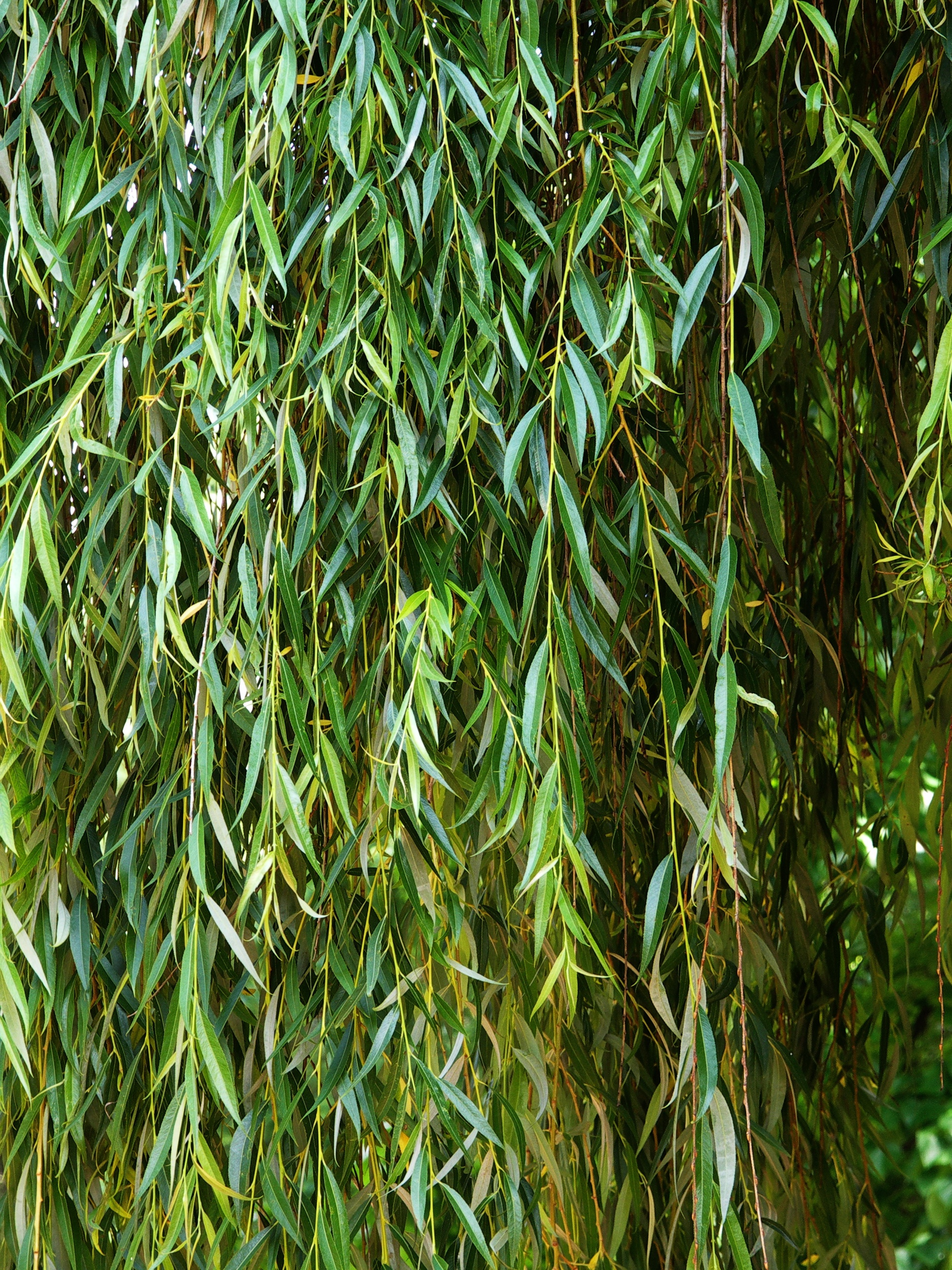
Висячі гілки Salix babylonica
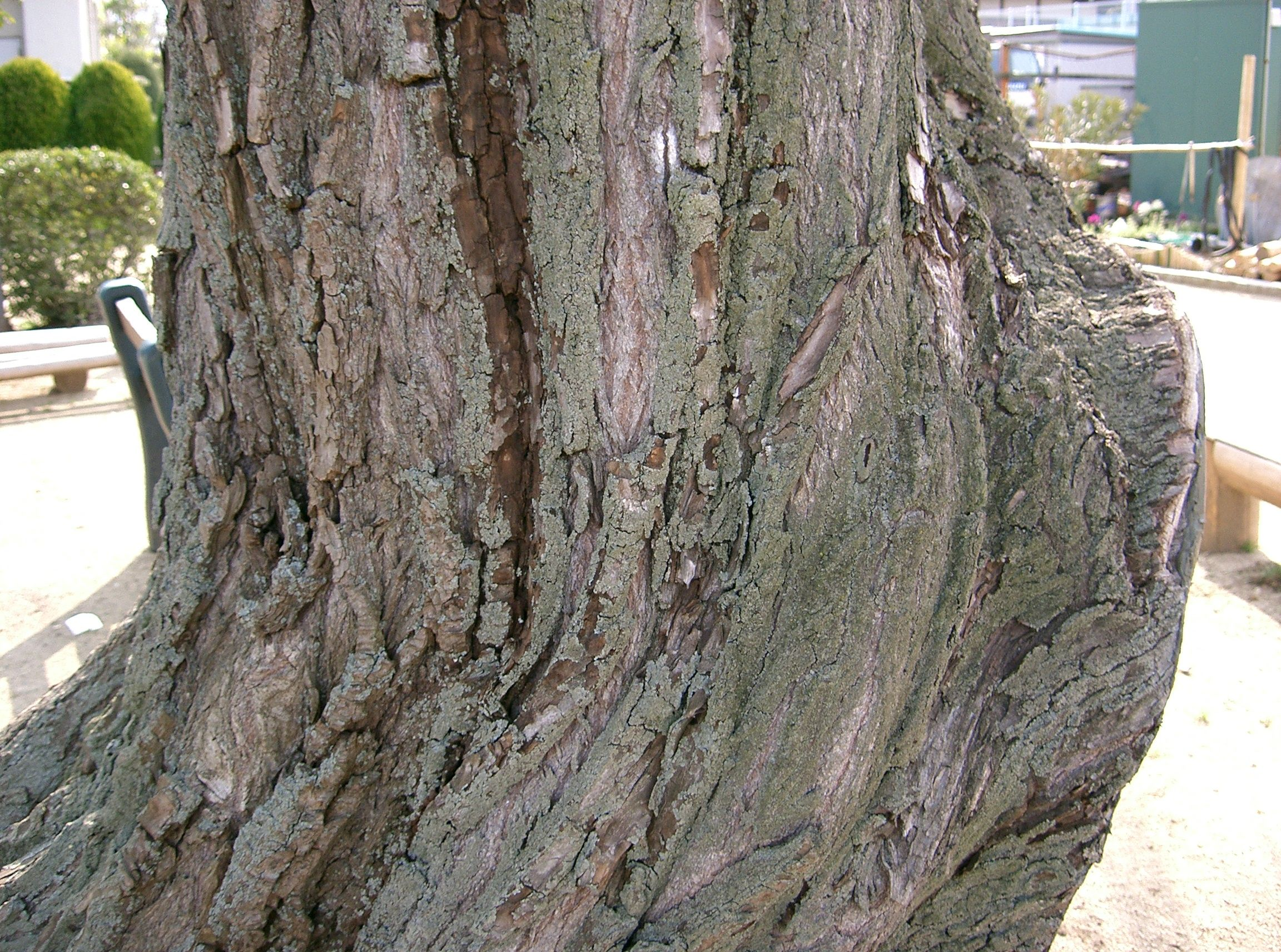
Кора Salix babylonica
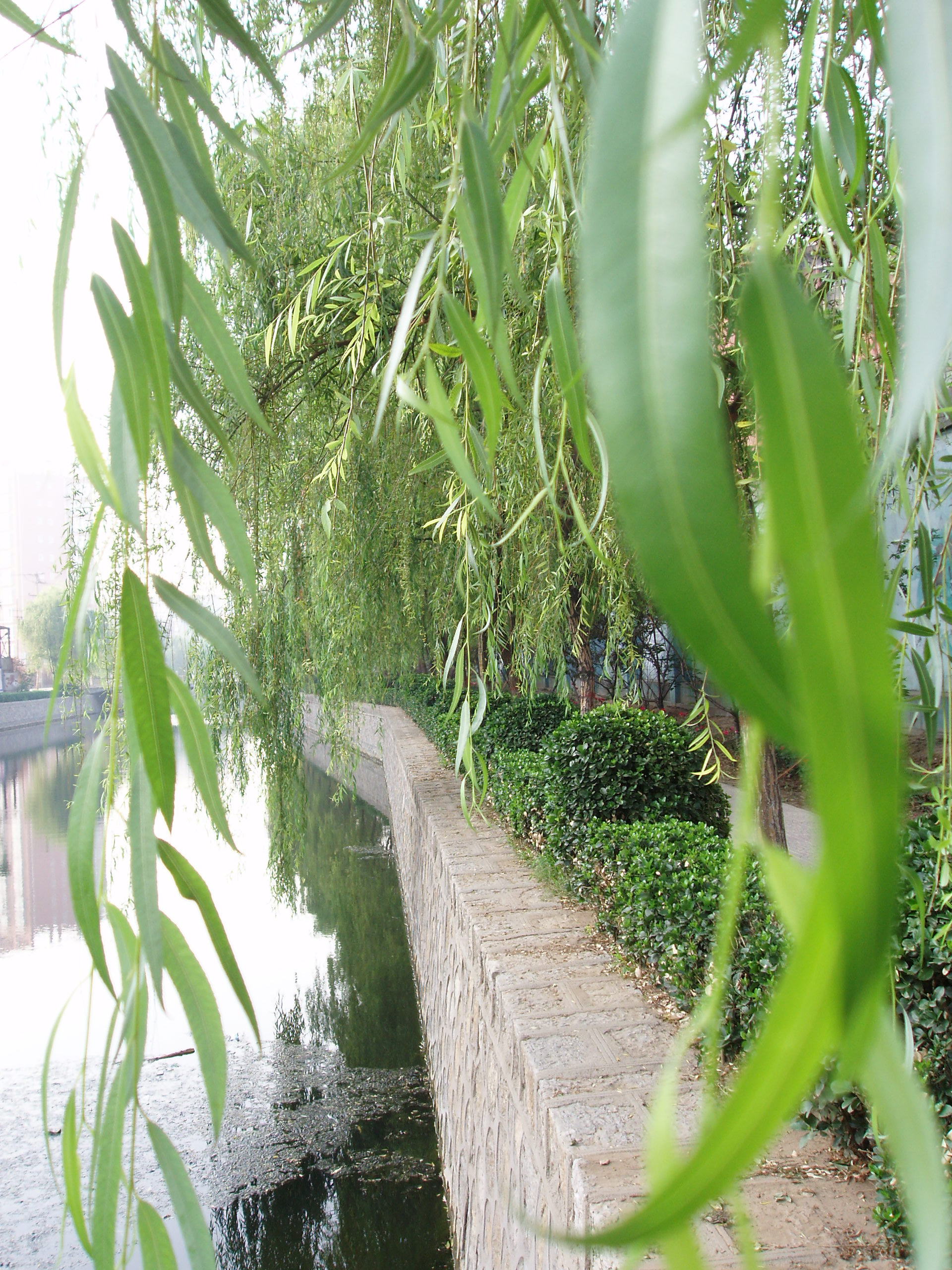
Листя Salix babylonica

## Цікаві факти
- У Китаї вербу вважали символом пам'яті. Перед розлукою друзі приходили на берег річки і, зірвавши по гілці верби, дарували їх один одному на пам'ять[3]
- Перед дощем на листках з'являються крапельки, які, часом, капають так часто, що під деревами земля стає мокрою. Звідси і пішла назва — «плакуча»[5]